# CAPITA
株式会社CAPITA（キャピタ、英: CAPITA Inc.）は、東京都に本社を置くガソリンスタンド・自転車専門店を運営する小売業者で不動産賃貸業も行う。ENEOSの特約店の一つ。東京証券取引所スタンダード市場上場銘柄の一つである(証券コードは7462）。旧社名はダイヤ通商株式会社。

## 事業内容
2025年現在はガソリンスタンド・自転車店の運営、不動産賃貸業を行う。

### 石油販売
ENEOSの特約店として、東京23区・神奈川県、埼玉県でガソリンスタンドを展開。石油の卸売や重油の直販も行う。
宮城県でもガソリンスタンドを運営していたが、カメイに譲渡した。

### 自転車店
オリジナルサイクルショップ「コギー」（COGGEY）を下記の9店舗で営業（2022年8月時点）。
- トリエ京王調布店
- コクーンシティ さいたま新都心店
- ららぽーと豊洲店 1号館/2号館
- 川崎ルフロン店
- 戸塚駅前店
- 藤沢店 - 神奈川県藤沢市、藤沢駅北口
- 金沢文庫店 - 横浜市金沢区、金沢文庫駅西口
- たまプラーザ店 - 横浜市青葉区、たまプラーザ駅北口
- ららぽーと横浜店

### 不動産事業
不動産の売買及び⾃社ビルを活⽤した不動産賃貸等の不動産事業を展開

### メディア事業
生成AIとフィンテックに強みを持つポップコーン株式会社との業務提携を契機に、特に海外市場の情報発信力を高めることを目的としてキャピタ投資ナビを開設。
不動産、外国為替（FX）、仮想通貨などを対象とした初心者にも分かりやすい投資ノウハウのを特徴とする。一方、老後資金問題や社会保険料の増加など、現代社会の課題も扱っている。

## かつて行っていた事業

### ホームセンター
2008年にホームセンター「ビッグサム」の全店舗を閉鎖、事業を大和ハウス工業傘下のロイヤルホームセンターに譲渡し、ホームセンター事業から撤退した。
ビッグサムとして運営していた店舗は以下の通り。現在は特記した店舗以外はロイヤルホームセンターへ譲渡し運営している。
- 新座店 - 埼玉県新座市
- 越谷店 - 埼玉県越谷市
- 東村山店 - 東京都東村山市（その後ケーヨーが運営し、2017年に閉店）
- 港南台店 - 横浜市港南区
- 宮前平店 - 神奈川県川崎市宮前区
- 伊勢原店 - 神奈川県伊勢原市

## 沿革
- 1949年 - 株式会社杉浦商会設立
- 1952年 - 三菱石油（現ENEOS）と特約店契約締結
- 1954年 - 巣鴨にガソリンスタンド1号店開業
- 1960年-　埼玉県戸田市の埼玉石油株式会社を買収し、埼玉県での石油販売事業を開始。
- 1971年 - 仙台地区でのガソリンスタンド事業開始
- 1975年 - 「ダイヤ通商株式会社」に商号変更
- 1976年 - 埼玉県狭山市にホームセンタービッグサム1号店開店
- 1983年 - サイクルショップコギーたまプラーザ店開店
- 1995年 - 株式を店頭公開
- 2008年 - ホームセンター事業から撤退
- 2014年 - 仙台地区でのガソリンスタンド事業をカメイに譲渡[6]
- 2021年「株式会社CAPITA」に商号変更[7]

## 歴代社長
| 代 | 氏名     | 期間           | 備考                           |
| -- | -------- | -------------- | ------------------------------ |
|    | 森勉三   |                |                                |
|    | 森猛     | 1982年-2010年  | 創業家                         |
|    | 大矢晃久 | 2010年-2013年  | 生え抜き                       |
|    | 北野稔   | 2013年-2014年  | 元ジェイアール東海髙島屋社長   |
|    | 阿部匡   | 2014年 -2019年 | みずほ銀行出身                 |
|    | 菊池新治 | 2019年 -2020年 | 創業家親族                     |
|    | 北野稔   | 2020年 -2021年 | 会長兼社長。                   |
|    | 井沢宅蔵 | 2021年 -       | モルガン・スタンレー証券出身。 |